# Xib Jàbala
Xib Jabala fou una de les més famoses batalles dels àrabs abans de l'islam. Es va lliurar vers 550/570 entre els Banu Tamim i els Àmir i hi van participar els kindes. Els Amir van obtenir la victòria. A la batalla de Rahbaran (un any abans) els Amir havien capturat i matat a Mabad ibn Zurara, i el seu germà Lakit, ara cap dels Tamim, volia venjança. Va rebre el suport dels Àssad, Dhubayan, ar-Ribab, dels làkhmides d'al-Hira i del rei kinda d'al-Hassà a la Yamama, Al-Jawn (el contingent el manaven els seus fills Muàwiya i Amr ibn al-Jawn); Lakit i un dels caps kindes van morir.